# Remo nos Jogos Olímpicos de Verão de 2020 - Dois sem feminino
A competição do dois sem feminino do remo nos Jogos Olímpicos de Verão de 2020 foi realizada entre 24 e 29 de julho de 2021, no Sea Forest Waterway, em Tóquio. Um total de 26 remadoras de 13 Comitês Olímpicos Nacionais (CON) participaram do evento.

## Qualificação
Cada CON pode classificar um único barco de duas remadoras no dois sem feminino. Um total de 13 vagas estavam disponíveis, sendo atribuídas da seguinte forma:
- 11 pelo Campeonato Mundial de 2019;
- 2 pelas regatas de qualificação finais.

## Formato
No dois sem cada barco é impulsionado por duas remadoras. Por serem barcos de pontas, cada remadora tem remos em apenas um lado; isso contrasta com os barcos parelhos em que cada remadora usa dois remos, um de cada lado do barco. A competição consiste em rodadas e usa o formato de três fases. As finais são realizadas para determinar a colocação de cada barco (na final A são definidas as medalhistas). O percurso usa a distância de 2000 metros que se tornou o padrão olímpico em 1912.

## Calendário
Horário local (UTC+9)
| Dia         | Horário | Fase           |
| ----------- | ------- | -------------- |
| 24 de julho | 9:20    | Eliminatórias  |
| 25 de julho | 9:50    | Repescagem     |
| 28 de julho | 12:20   | Semifinais A/B |
| 29 de julho | 8:40    | Final B        |
| 29 de julho | 9:30    | Final A        |

## Medalhistas
| Ouro   | NZL Grace Prendergast e Kerri Gowler        |
| Prata  | ROC Vasilisa Stepanova e Elena Oriabinskaia |
| Bronze | CAN Caileigh Filmer e Hillary Janssens      |

## Resultados

### Eliminatórias
Os três primeiros barcos de cada bateria se classificam para as semifinais, enquanto o restante disputa a repescagem.
Eliminatória 1
| Pos. | Raia | Remadoras                        | CON                | Tempo   | Notas |
| ---- | ---- | -------------------------------- | ------------------ | ------- | ----- |
| 1    | 4    | Caileigh Filmer Hillary Janssens | CAN Canadá         | 7:18.34 | Q     |
| 2    | 2    | Adriana Ailincăi Iuliana Buhuș   | ROU Romênia        | 7:20.36 | Q     |
| 3    | 3    | Kiri Tontodonati Aisha Rocek     | ITA Itália         | 7:22.79 | Q     |
| 4    | 1    | Megan Kalmoe Tracy Eisser        | USA Estados Unidos | 7:26.95 | R     |
| 5    | 5    | Maria Kyridou Christina Bourmpou | GRE Grécia         | 7:33.94 | R     |

Eliminatória 2
| Pos. | Raia | Remadoras                             | CON              | Tempo   | Notas |
| ---- | ---- | ------------------------------------- | ---------------- | ------- | ----- |
| 1    | 3    | Jessica Morrison Annabelle McIntyre   | AUS Austrália    | 7:21.75 | Q     |
| 2    | 1    | Vasilisa Stepanova Elena Oriabinskaia | ROC              | 7:23.39 | Q     |
| 3    | 2    | Helen Glover Polly Swann              | GBR Grã-Bretanha | 7:23.98 | Q     |
| 4    | 4    | Huang Kaifeng Liu Jinchao             | CHN China        | 7:45.55 | R     |

Eliminatória 3
| Pos. | Raia | Remadoras                          | CON               | Tempo   | Notas |
| ---- | ---- | ---------------------------------- | ----------------- | ------- | ----- |
| 1    | 2    | Grace Prendergast Kerri Gowler     | NZL Nova Zelândia | 7:19.08 | Q     |
| 2    | 3    | Hedvig Rasmussen Fie Udby Erichsen | DEN Dinamarca     | 7:22.86 | Q     |
| 3    | 1    | Aina Cid Virginia Díaz Rivas       | ESP Espanha       | 7:23.14 | Q     |
| 4    | 4    | Aileen Crowley Monika Dukarska     | IRL Irlanda       | 7:24.71 | R     |

### Repescagem
Os três primeiros barcos da repescagem se classificam para as semifinais; o quarto colocado é eliminado.
| Pos. | Raia | Remadoras                        | CON                | Tempo   | Notas |
| ---- | ---- | -------------------------------- | ------------------ | ------- | ----- |
| 1    | 4    | Maria Kyridou Christina Bourmpou | GRE Grécia         | 7:28.00 | Q     |
| 2    | 1    | Megan Kalmoe Tracy Eisser        | USA Estados Unidos | 7:29.87 | Q     |
| 3    | 2    | Aileen Crowley Monika Dukarska   | IRL Irlanda        | 7:31.99 | Q     |
| 4    | 3    | Huang Kaifeng Liu Jinchao        | CHN China          | 7:45.17 |       |

### Semifinais
Os três primeiros barcos de cada bateria se classificam para a Final A, enquanto o restante disputa a Final B (fora da chance por medalhas).
Semifinal A/B 1
| Pos. | Raia | Remadoras                           | CON              | Tempo   | Notas  |
| ---- | ---- | ----------------------------------- | ---------------- | ------- | ------ |
| 1    | 6    | Maria Kyridou Christina Bourmpou    | GRE Grécia       | 6:48.70 | FA, WB |
| 2    | 2    | Helen Glover Polly Swann            | GBR Grã-Bretanha | 6:49.39 | FA     |
| 3    | 3    | Caileigh Filmer Hillary Janssens    | CAN Canadá       | 6:49.46 | FA     |
| 4    | 4    | Jessica Morrison Annabelle McIntyre | AUS Austrália    | 6:49.82 | FB     |
| 5    | 1    | Aileen Crowley Monika Dukarska      | IRL Irlanda      | 7:06.07 | FB     |
| 6    | 5    | Hedvig Rasmussen Fie Udby Erichsen  | DEN Dinamarca    | 7:08.44 | FB     |

Semifinal A/B 2
| Pos. | Raia | Remadoras                             | CON                | Tempo   | Notas  |
| ---- | ---- | ------------------------------------- | ------------------ | ------- | ------ |
| 1    | 4    | Grace Prendergast Kerri Gowler        | NZL Nova Zelândia  | 6:47.41 | FA, WB |
| 2    | 5    | Vasilisa Stepanova Elena Oriabinskaia | ROC                | 6:50.24 | FA     |
| 3    | 6    | Aina Cid Virginia Díaz Rivas          | ESP Espanha        | 6:50.63 | FA     |
| 4    | 3    | Adriana Ailincăi Iuliana Buhuș        | ROU Romênia        | 6:58.55 | FB     |
| 5    | 1    | Megan Kalmoe Tracy Eisser             | USA Estados Unidos | 7:02.52 | FB     |
| 6    | 2    | Kiri Tontodonati Aisha Rocek          | ITA Itália         | 7:04.52 | FB     |

### Finais
As regatas finais definem as posições de todas as remadoras. Na Final A são decididas as medalhistas.
Final B
| Pos. | Raia | Remadoras                           | CON                | Tempo   | Notas |
| ---- | ---- | ----------------------------------- | ------------------ | ------- | ----- |
| 7    | 3    | Jessica Morrison Annabelle McIntyre | AUS Austrália      | 6:56.46 |       |
| 8    | 6    | Hedvig Rasmussen Fie Udby Erichsen  | DEN Dinamarca      | 6:59.48 |       |
| 9    | 4    | Adriana Ailincăi Iuliana Buhuș      | ROU Romênia        | 7:01.02 |       |
| 10   | 2    | Megan Kalmoe Tracy Eisser           | USA Estados Unidos | 7:02.16 |       |
| 11   | 5    | Aileen Crowley Monika Dukarska      | IRL Irlanda        | 7:02.22 |       |
| 12   | 1    | Kiri Tontodonati Aisha Rocek        | ITA Itália         | 7:04.46 |       |

Final A
| Pos.              | Raia | Remadoras                             | CON               | Tempo   | Notas |
| ----------------- | ---- | ------------------------------------- | ----------------- | ------- | ----- |
| Medalha de ouro   | 4    | Grace Prendergast Kerri Gowler        | NZL Nova Zelândia | 6:50.19 |       |
| Medalha de prata  | 5    | Vasilisa Stepanova Elena Oriabinskaia | ROC               | 6:51.45 |       |
| Medalha de bronze | 1    | Caileigh Filmer Hillary Janssens      | CAN Canadá        | 6:52.10 |       |
| 4                 | 2    | Helen Glover Polly Swann              | GBR Grã-Bretanha  | 6:54.96 |       |
| 5                 | 3    | Maria Kyridou Christina Bourmpou      | GRE Grécia        | 6:57.11 |       |
| 6                 | 6    | Aina Cid Virginia Díaz Rivas          | ESP Espanha       | 7:00.05 |       |